# Kulturåret 1791

## Händelser
- 20 februari – Carl Magnus Envallsson pjäs Kusinerna, eller: Fruntimmers-sqvallret har urpremiär i Bollhuset i Stockholm [1].
- 3 september – Ett skydd för tryckfriheten i den franska grundlagen stadfästs.
- 6 september – Wolfgang Amadeus Mozarts opera La Clemenza di Tito (Titus) har urpremiär i Prag.
- 30 september – Wolfgang Amadeus Mozarts opera Trollflöjten har urpremiär på Freihaus-Theater auf der Wieden utanför Wien [2].
- 22 oktober – Markis de Sades pjäs Le comte Oxtiern ou les effets du libertinage uruppförs i tre akter på Théâtre Molière i Paris.[3]
- okänt datum - Olof Fredsberg blir invald i Konstakademien.

## Nya verk
- En critik öfver critiker av Thomas Thorild.
- Justine ou les malheurs de la vertu av markis de Sade.
- Fredmans sånger av Carl Michael Bellman.
- Dumboms lefverne av Johan Henric Kellgren.

## Födda
- 15 januari – Franz Grillparzer (död 1872), österrikisk författare, dramatiker.
- 11 februari – Francesco Hayez (död 1882), italiensk målare.
- 20 februari – Émile Deschamps (död 1871), fransk poet.
- 13 april – Gjest Baardsen (död 1849), norsk brottsling och författare.
- 20 juni – Carl Fredric Dahlgren (död 1844), svensk präst och skald.
- 7 augusti – Adolf Iwar Arwidsson (död 1858), finländsk författare, publicist, politiker och historiker.
- 17 augusti – Richard Lalor Sheil, (död 1851), irländsk dramatiker och journalist.
- 26 september – Théodore Géricault (död 1824), fransk målare.
- 1 oktober – Sergej Aksakov (död 1895), rysk författare.
- 18 oktober – Gustaf Adolf Engman (död 1858), svensk betjänt och målare.
- 14 december – Johan Ludvig Heiberg (död 1860), dansk diktare, dramaturg och kritiker.
- 24 december – Eugène Scribe (död 1861), fransk författare.

Okänt datum
- Casper Johannes Boye (död 1853), norsk-dansk präst och psalmdiktare.
- Eric Gustaf Ehrström (död 1835), svensk-finländsk författare.
- Petronella Gustava Stenhoff (död 1876), svensk konstnär.

## Avlidna
- 2 mars – John Wesley (född 1703), engelsk präst och teolog.
- 4 april – Elisabeth Lillström
- 10 oktober – Christian Friedrich Daniel Schubart (född 1739), tysk skald.
- 5 december – Wolfgang Amadeus Mozart (född 1756), österrikisk kompositör.